# Kettenmorgenstern

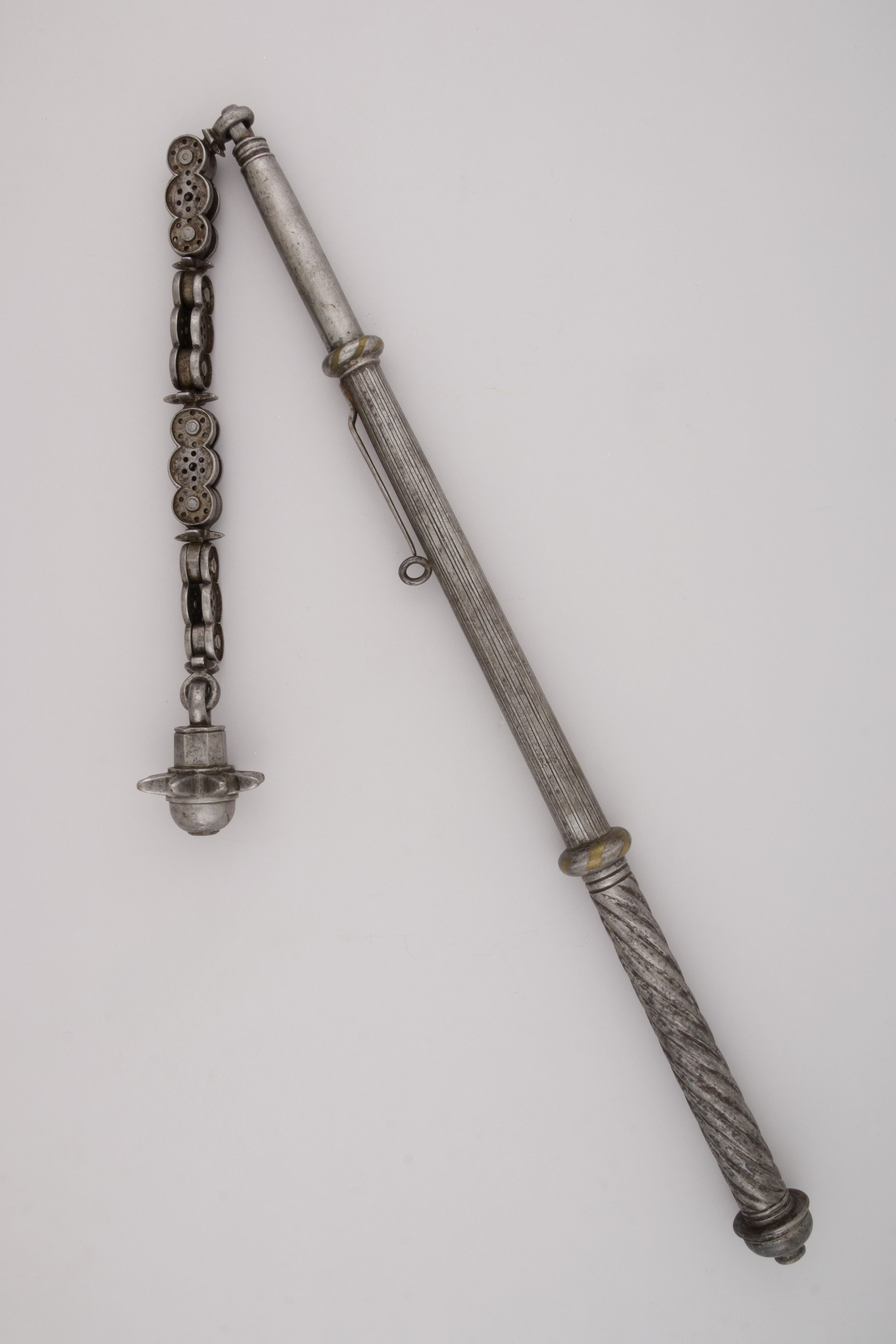
Kettenmorgenstern (MET-Museum, möglicherweise deutsch, möglicherweise 16. Jh.; Länge: 110,8 cm; L. von Kopf und Kette 41,9 cm; B. 6,8 cm; Gew. 2438,1 g)

Ein Kettenmorgenstern ist eine historische Schlagwaffe, die eine Variante des Morgensterns bzw. des Kriegsflegels ist. Er besteht aus einem Griff oder Schaft, an dessen Ende eine mit Stacheln versehene Kugel oder ein Klotz mittels einer Kette befestigt ist.
Der Kettenmorgenstern hat Diskussionen bei modernen Historikern hervorgerufen, sodass einige ihn gar als Fantasiewaffe abtun. Kettenmorgensterne finden sich selten in mittelalterlichen Dokumenten abgebildet, wahrscheinlich weil es sich um eine für den Benutzer selbstgefährdende Waffe handelte: Wenn der Schwungstoß nicht direkt sein Ziel traf, würde der Schwung der Kugel dazu führen, dass der Benutzer aus dem Gleichgewicht geriet und während der „Erholungszeit“ ungeschützt war.

## Beschreibung und Einordnung
Die Kettenmorgensterne (englisch morning stars) werden den Kriegsflegeln zugeordnet (eng. military flails), deren es kurz- und langschäftige gab, je nachdem ob sie ein- oder beidhändig vom Reit- oder Fußvolk benutzt wurden. Als sogenannte morning stars werden oft, aber inkorrekt, jene Kriegsflegel bezeichnet, die aus einem Schaft mit einer Stachel-Kugel an einer Kette bestehen. Nach David T. Zabecki wurden Kriegsflegel zwischen dem 10. und dem 17. Jh. verwendet, die in zwei Kategorien eingeteilt werden: Schäfte, an denen ein zylindrischer Schlagkopf mit meist Lederstreifen befestigt war, sowie Schäfte mit einer Kugel an einer Kette.
Der eigentliche Morgenstern, eine Keule mit stachelbewehrtem Kopf, wurde im 15. und 16. Jh. bei Söldnern und Bauern als Waffe beliebt, daraus entwickelte man den Kettenmorgenstern, um dessen Wirkung im Kampf durch die Schleuderkraft zu verstärken, indem der mit Stacheln bewehrte Keulenkopf abgelöst und mit einer langen Kette am Schaft befestigt wurde. Es ist anzunehmen, dass eine Waffe wie diese benutzt wurde, sie war wahrscheinlich aber keine allgemein übliche. Der Kettenmorgenstern war wahrscheinlich genauso effektiv wie der Kriegsflegel, doch war der umfunktionierte Dreschflegel leichter zu lenken, da seine Kette kürzer war.
Auf der Wartburg in Thüringen gibt es einen sogenannten „Ketten-Morgenstern“ aus dem 15. Jahrhundert, an dessen 130 cm langen hölzernen Schaft eine 56 cm lange Kette befestigt ist, an deren anderem Ende ein 15cm-vierkantiger Holzklotz hängt, aus dem vier Eisenspitzen von 7,5 cm Länge herausragen, die Gesamtlänge beträgt zwei Meter, das Gewicht 2,93 kg. Die Rüstkammer in Emden beherbergt mehrere Kettenmorgensterne in unterschiedlichen Schaftlängen bis über 2 m.

## Zweifel
David Nicolle nimmt an, dass ein abgebildeter Kettenmorgenstern an dem noch erhalten gebliebenen Torbogen der früheren „San Miguel de Uncastillo“ in Aragón aus dem 12. Jahrhundert, möglicherweise für einen der größten populären Irrtümer in Bezug auf Waffen und Rüstungen verantwortlich ist, einen, den Hollywood trotz zahlreicher gegenteiliger Beweise weiterhin aufrechterhält: nämlich, dass die „Kugel und Kette“ eine typische ritterliche Waffe sei. Auch John Waldman glaubt, dass die offensichtliche Gefahr für den Träger die Seltenheit dieser Waffe in mittelalterlichen Beschreibungen und Waffenkammerkatalogen erklärt. Schon allein das Baumeln der stacheligen Kugel würde den Schaft beschädigen. Waldman machte 2005 auf einen anonymen Holzschnitt von ca. 1485 zum Gedicht „Le Chevalier Délibéré“ von Olivier de la Marche aufmerksam, wo ein Soldat einen Kettenmorgenstern schultert, dessen Stachelkugel gefährlich nahe seines Kopfes baumelt.
Paul B. Sturtevant argumentierte in einem Artikel, dass der Kettenmorgenstern als Waffe einfach zu unpraktisch ist, daher bezweifelte er gar seine Existenz. Der vernichtendste Beweis sei, dass er weder in mittelalterlichen Waffenbeschreibungen noch in Waffenkammerkatalogen vorkommt. Bei den Ausstellungsstücken in Museen handele es sich bei einigen, wie dem MET in New York, um nachmittelalterliche „Kopien“ (und wahrscheinlich Fälschungen), die nie zum Einsatz kamen. Das heißt nicht, dass die Kugel und die Kette in der mittelalterlichen Kunst nicht vorkommen. Anhand von Beispielen aus dem 15. Jahrhundert machte Sturtevant die Beobachtung, dass die Erscheinung der Kugel an der Kette mit Fantastischem und geradezu Mythischem vermischt ist. Sturtevant zitierte zwei Mediävisten, – Kelly DeVries und Robert Douglas Smith – und deren Schlussfolgerung, dass wahrscheinlich eine Waffe wie diese verwendet wurde, aber nicht üblich war.

## Rezeption
Einen Kettenmorgenstern fügte Albrecht Dürer 1504 in seiner Zeichnung Gefangennahme Christi in der Grünen Passion ein, der in seiner Vorzeichnung noch nicht enthalten war. In Dürers Schaustellung Christi der Großen Passion von 1511 hängt hingegen als Schlagkopf an der Waffe eine Kugel ohne Stacheln.
Laut Max Jähns trägt die Statue des Olivier am Dom zu Verona einen Kettenmorgenstern, er fand diesen Umstand um so bemerkenswerter, da diese Figur angeblich aus dem 9. Jahrhundert stammen soll.